# Осуми (полуостров)
Осуми (яп. 大隅半島、おおすみはんとう о:суми-ханто:) — полуостров в Японии, на южной оконечности Кюсю, на юго-востоке префектуры Кагосима. На западе омывается водами залива Кагосима, который отделяет его от полуострова Сацума, а на востоке — Тихим океаном. В 1914 году извержение вулкана Сакурадзима, расположенного на одноимённом острове, превратило его в полуостров и соединило с Осуми.

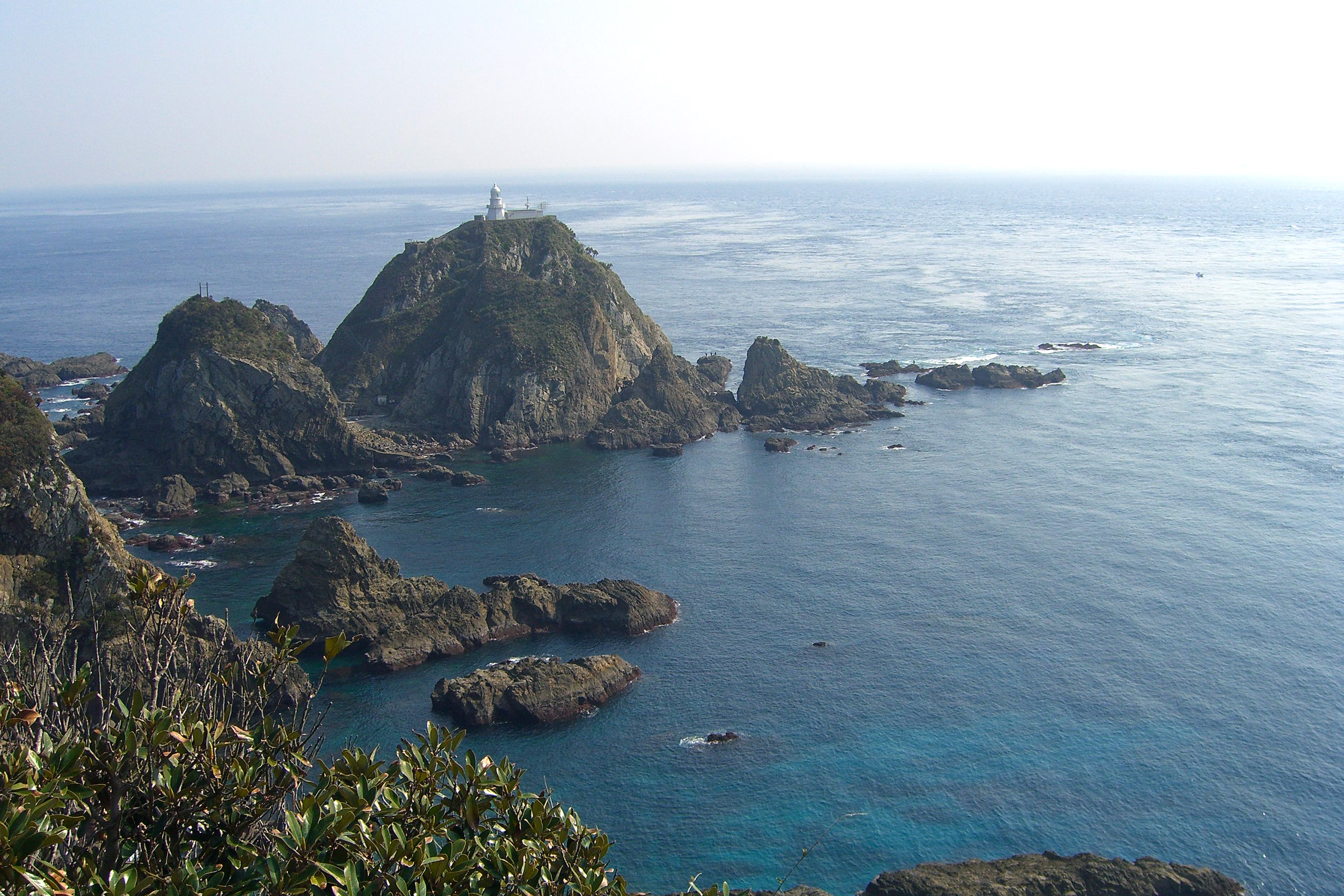
Мыс Сата, южная оконечность полуострова и всего Кюсю

Площадь поверхности — 2540,96 км². На 2010 год население полуострова составляло 286.972 человек. Климат Осуми тёплый и дождливый — среднегодовая температура составляет 17 °C, годовая норма осадков — 2952 мм.
Южная оконечность Осуми — мыс Сата (яп. 佐多岬) — является самой южной точкой острова Кюсю.　На западе полуострова находится нагорье Такакума (яп. 高隈山地) с пиками высотой 1000—1300 м. В южной части полуострова от залива Сибуси (Ариаке) на востоке до устья залива Кагосима тянется нагорье Кимоцуки (яп. 肝属山地) с высотами около 1000 м. По Осуми протекают реки Кимоцуки, Хисида (яп. 菱田川) и Анраку (яп. 安楽川).
На полуострове расположен Космический центр Утиноура (ранее — КЦ Кагосима), с которого в 1970 году был запущен первый японский спутник «Осуми», названный в честь полуострова. Полуостров пересекают дороги национального значения № 220 и № 448.